# Парс (сасанидска провинција)
Парс (средњоперсијски: 𐭯𐭠𐭫𐭮𐭩 Парс, изговара се [ˈпаːрс]) је била сасанидска провинција у касној антици, што је скоро у потпуности одговарало данашњој провинцији Фарс. Покрајина се граничила са Хузестаном на западу, Кирманом на истоку, Спаханом на северу и Мазуном на југу.

## Административне поделе
Ардашир Хвара (средњоперсијски: Арђакшер Ксвара, што значи "слава Ардашира") основао је први сасанидски краљ Ардашир I (владао 224-242), који је начинио Гор (такође основао истог времена) својим главним градом. То је било седиште дрииошан јадаг гов уд дадвар (адвокат), мовбед-а (главни свештеник) и андарзбад-а (одборник) из Парса.
Формирана је југозападну административну поделу Парса, а састојао се од брдовитог села на обронцима јужних планина Загрос  а већи део територије био је насељен касније племеном Кашкаи; са његовим планинским тереном и екстремним температурама, географи су то сматрали за „сардсир“ (хладна зона). Планине Загрос и приобалну равницу, уз Персијски залив, географи су међутим сматрали гармсиром (врућа зона). У средишту кружног града Гор-а налазила се грађевина слична будистичкој ступи, налик на торањ, названа Тербал. Поред тога, постојао је и храм ватре који је наводно посетио арапски историчар из 10. века Ел Масуди.

### Истахр
Истахр (средњоперсијски: Стакср) служио је као административни и верски центар у оквиру Сасанидског царства, што је чинио још од Ахеменидских времена. Храм ватре Анахид био је „идеолошко срце царства“. Био је то и родни град Сасанида.

### Дарабгерд
Дарабгерд (средњоперсијски: Даравкирт, што значи „Дараб је то учинио“) био је град основан током Партске ере, а у административни део  га је претворио у Ардашир I након што га је освојио.

### Шапур Хавар
Шапур Хвара (средњоперсијски: Шапур Ксвара, што значи "слава Шапура") основао је други сасанидски краљ Шапур I (владао 240-270).

### Араџан (Вех аз Амид-Кавад)
Араџан (средњоперсијски: Арган), такође познат као Вех аз Амид Кавад, био је део касне административне поделе који је почетком 6. века основао Кавад I (владао 498–531), а који је приложио мали део Хузестана  и при чему су власти настаниле у том месту ратне заробљенике из Амида и Мартирополиса.

## Историја

### Успостављање
Освајање Парса Ардашира I почело је од раних 200-их и завршило отприлике 223.г.н.е; покрајина је првобитно подељена између неколико локалних владара, који су били вазали Партског царства. Ардаширово освајање почело је кад је наследио Тирија као аргбед (заповедника тврђаве) дворца Дарабгерд. Одатле је кренуо до оближњег места Гобанан, где је убио њеног краља, Пасина. Након тога је марширао до места по имену Конус и убио његова краља Манучира. Затим је напао Лурвир и убио његовог краља, Дара. У периоду 205/6.г.н.е, Ардашир је позвао свог оца Папака да се побуни и убије Гочира, моћног владара Истахра; Папак је то успео, али је именовао свог другог сина Шапура за наследника, што је разљутило Ардашира и натерало га да се утврди на другом месту у Парсу, где је касније основао Гор.
Папак је умро неколико година касније, што је Ардаширу дало прилику да се побуни против Шапура, који је умро 211/2. године након несреће. Остатак наредних година Ардашир је провео борећи се са другим локалним владарима Парса и околине, попут партске династије Михрак, која је владала Абарсасом и Џахром. Ардашир је до 223. године био неприкосновени краљ Парса, а следеће године је победио и убио последњег партског краља, Артабана V.

### Рана историја
Током детињства Шапура II (владао 309–379), арапски номади извршили су неколико упада у Парс, где су извршили пљачку у Гору и околни.

### Касанија историја
Почетком 5. века у Гору је саградио мост сасанидски министар (вузург фрамадар) Михр Нарсех, који је рођен и пореклом био из Абрувана, једног од подручја из састава Ардашир Хвара. На мосту је био уклесан и натпис, који каже; "Овај мост је изграђен по налогу Михр Нарсеха, вузург фрамадара, ради његове душе и о његовом трошку ... Ко год дође на тај пут, нека даје благослов Михр Нарсеху и његовим синовима због тога што је премостио овај прелаз. " Такође је основао и четири села са храмом ватре у сваком од њих. Имена храмова ватре била су; Фараз мара авар квадаја, Зурвандадан, Кардадан и Махгушнаспан. У Абрувану је изграђен пети храм ватре, који је можда био Барин ватрени храм који је посетио персијски географ из 10. века Естахри, који је изјавио да је у храму ватре био натпис који каже да је за његову изградњу утрошено 30.000 дирхама. Нешто прије 540. године у Гору је основана епархија.

### Муслиманско освајање

#### Прва муслиманска инвазија и успешан сасанидски контранапад
Напад муслимана на Парс најпре је почео 638/9. године, када је рашидунски гувернер Бахреина, Ел Ала ибн ел Хадрами, који је након пораза од неких побуњених арапских племена, заузео острво у Персијском заливу. Иако је Ел Али и осталим Арапима наређено да не нападају Парс или околну острва, он и његови људи су наставили упаде у провинцију. Ел Ал је брзо припремио војску која је подељена у три групе, једна под Ел Џаруд ибн Муалом, друга под Ел Савар ибн Хамамом и трећа под Хулаид ибн ел Мундир ибн Савом. Када је прва група ушла у Парс, брзо је поражен а Ел Џаруд је убијен.
Иста ствар се убрзо догодила и другој групи. Међутим, показало се да више среће било са трећом групом; Хулајд је успео да их задржи у заливу, али није могао да се повуч натраг у Бахреин због Сасанида који су му блокирали пут до мора. Омар , сазнавши за Ел Алаову инвазију на Парс, заменио га је Сад ибн Аби Вакасом као гувернером Бахреина. Омар је тада наредио Утба ибн Газвану да пошаље појачања  Хулаиду. Када су стигла појачања, Хулаид и неки од његових људи успели су да се повуку назад у Бахреин, док су се остали повукли у Басру.

#### Друга и последња муслиманска инвазија
Године 643, Осман ибн Аби ел Ас је заузео Бишапур и склопио мировни уговор са становницима града. Године 19/644, Ел Ала 'је поново напао Парс из Бахреина, стигавши до Истахра, све док га гувернер (марзбан) Парса, Шахраг није одбио. Нешто касније, Осман ибн Аби ел Ас успео је да оснује војну базу у Таваџу и убрзо је поразио и убио Шахрага у близини Рев-шхера (међутим други извори наводе да је то учинио његов брат). Персијски преобраћениког у ислам, Хормоз ибн Хајан ел Абдиа, Осман ибн Аби Ел Ас је убрзо послао да нападне тврђаву познату као Сенез на обали Парса. Након приступања Османа ибн Афана као новог халифа Рашидунског калифата 11. новембра, становници Бишапура су под вођством Шахраговог брата прогласили  независност, али су поражени. Међутим, датум овог побуне је оспораван, јер персијски историчар Ел Баладури тврди да се он догодио 646. године.
Године 648.  Абд Алах ибн ел  Ашари присилио је гувернера Истахра, Махак, да преда град. Међутим, ово није било коначно освајање Истахра, јер ће се становници града касније побунити 649/50. године, док је његов новоименовани гувернер, Абд Алах ибн Амир покушавао да заузме Гор. Војни гувернер провинције, Убаид Алах ибн Мамар, поражен је и убијен. Године 650/1, сасанидски цар Јездигерд III отишао је у Истахр и покушао да испланира организовани отпор против Арапа, а након неког времена отишао је у Гор, али Истахр није успео да пружи снажнији отпор, а убрзо затим су га Арапи опустошили , при пему је побијено 40.000 бранилаца. Арапи су затим брзо заузели Гор, Казерун и Сираф, док је Јездигерд III побегао у Кирман. Тако је окончано муслиманско освајање Парса, међутим, становници провинције су се касније неколико пута побунили против Арапа.

## Религија
Већина становника Перса били су Заратустријанци, што потврђују језички и историјски докази који се налазе у региону, као што су праксе сахране пронађене у региону и „да је Авеста канонизована на основу традиције Парса“. У Парсу је живела и велика хришћанска заједница због велике депортације становника из Римског царства које је Шапур I сместио у провинцију.